# Phyllomya palpalis
Phyllomya palpalis är en tvåvingeart som beskrevs av Hiroshi Shima och Chao 1992. Phyllomya palpalis ingår i släktet Phyllomya och familjen parasitflugor.
Artens utbredningsområde är Yunnan (Kina). Inga underarter finns listade i Catalogue of Life.